# St. Peter und Paul (Thanning)

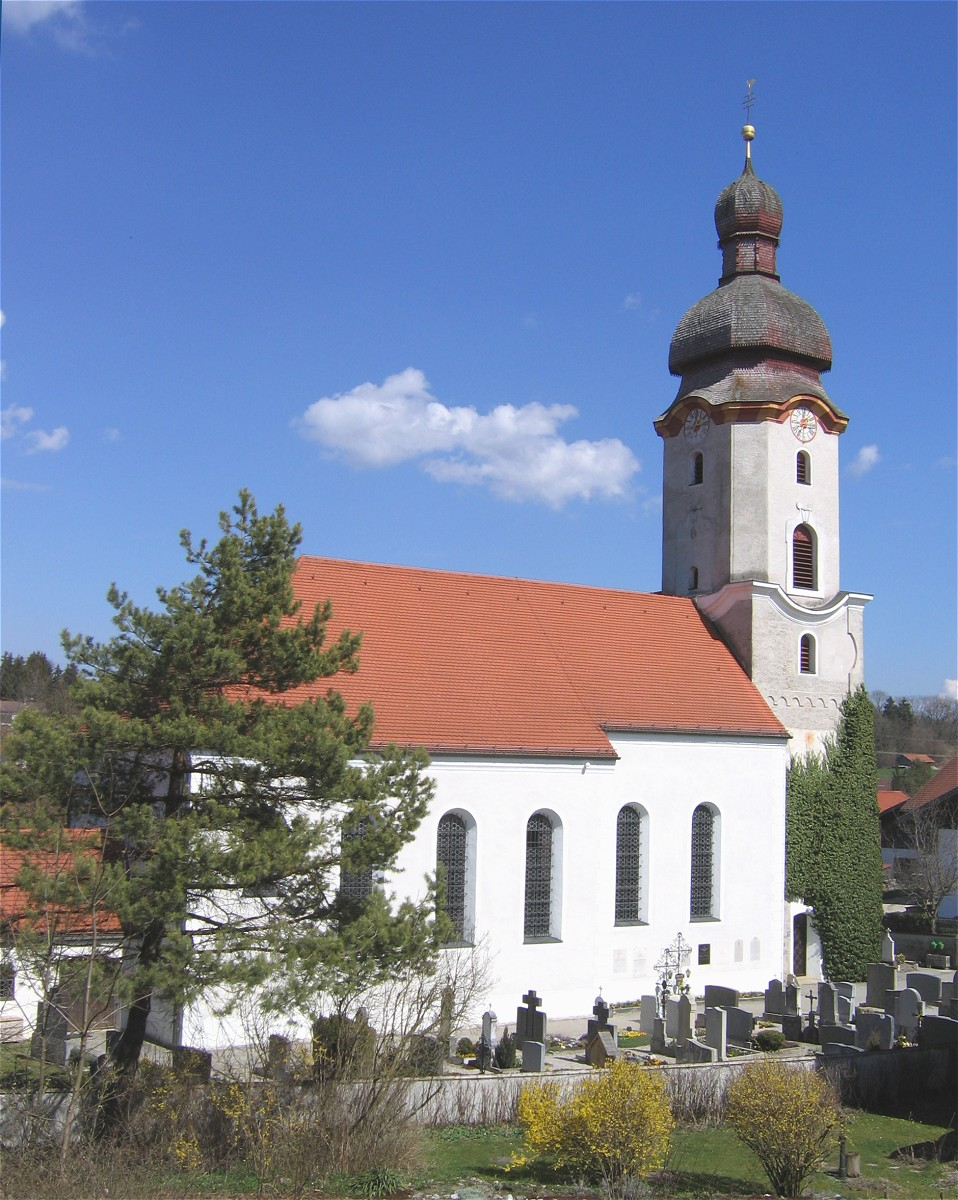
St. Peter und Paul von Südwesten

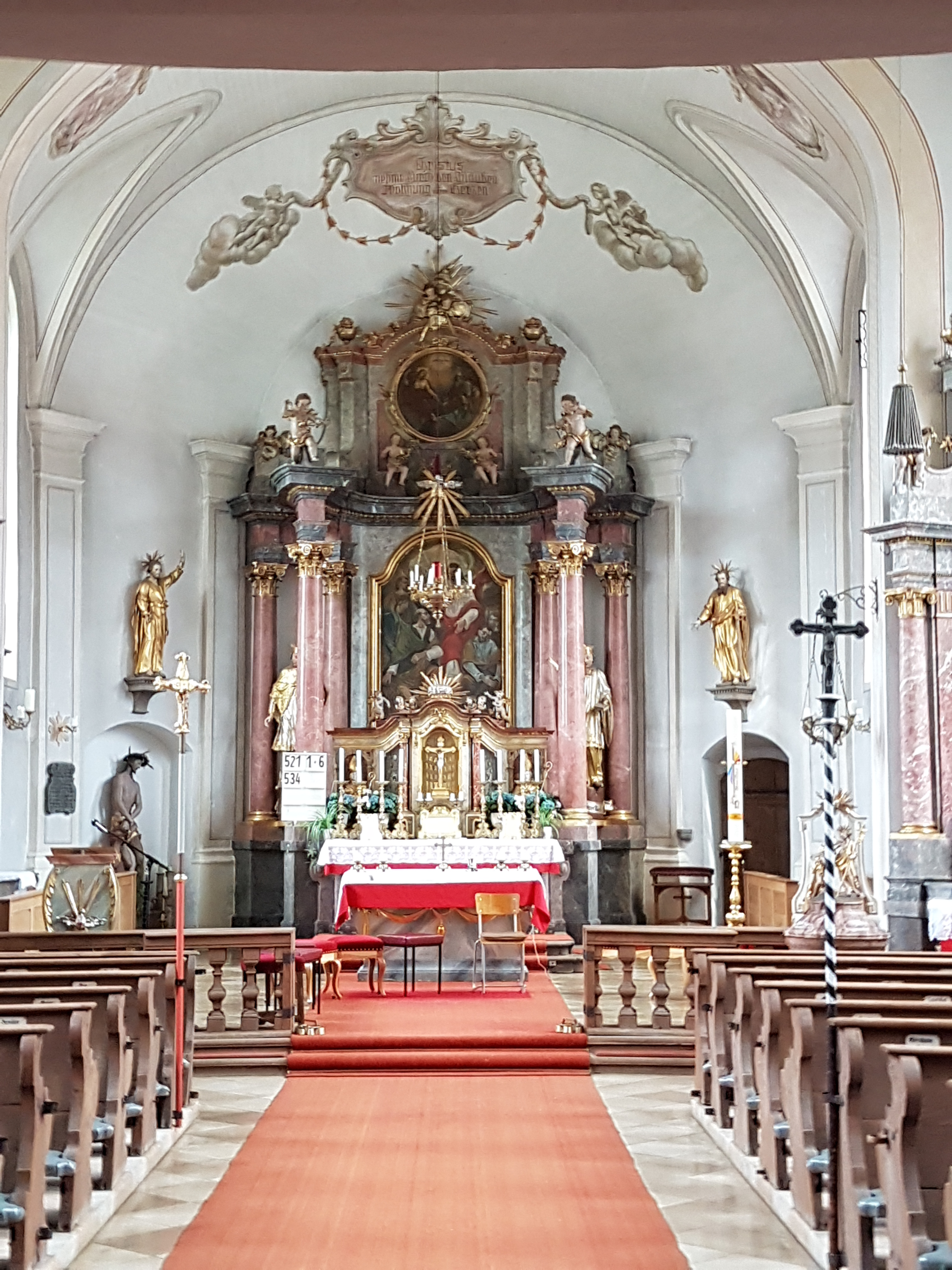
Innenansicht

Die römisch-katholische Pfarrkirche St. Peter und Paul steht im Ortsteil Thanning der Gemeinde Egling im oberbayerischen Landkreis Bad Tölz-Wolfratshausen. Das denkmalgeschützte Gotteshaus gehört als Pfarrkirche der Pfarrei St. Peter und Paul Thanning zum Dekanat Wolfratshausen im Erzbistum München und Freising. Die Adresse lautet Hauptstraße 14.

## Geschichte
Seit dem 14. Jahrhundert ist Thanning als Pfarrsitz belegt, im ausgehenden Mittelalter wurde zeitweise auch Wolfratshausen seelsorgerisch von hier betreut. Nach der weitgehenden Zerstörung des Vorgängerbaus durch einen Brand wurde die heutige Kirche 1786/1787 unter dem Wolfratshauser Peter Reiser errichtet. Als Turmunterbau wurde der spätromanische Chorturm wiederverwendet.

## Beschreibung und Ausstattung
An die geostete Saalkirche mit eingezogenem Chor ist östlich der spätromanische Kirchturm mit barockem Helm angeschlossen. Er beinhaltet fünf Kirchenglocken, wovon die größte den Heiligen Peter und Paul geweiht ist und 1945 Kilogramm wiegt. Die barocke bzw. Rokoko-Ausstattung wird dem Wessobrunner Stuckateur Franz Doll zugeschrieben.

## Orgel

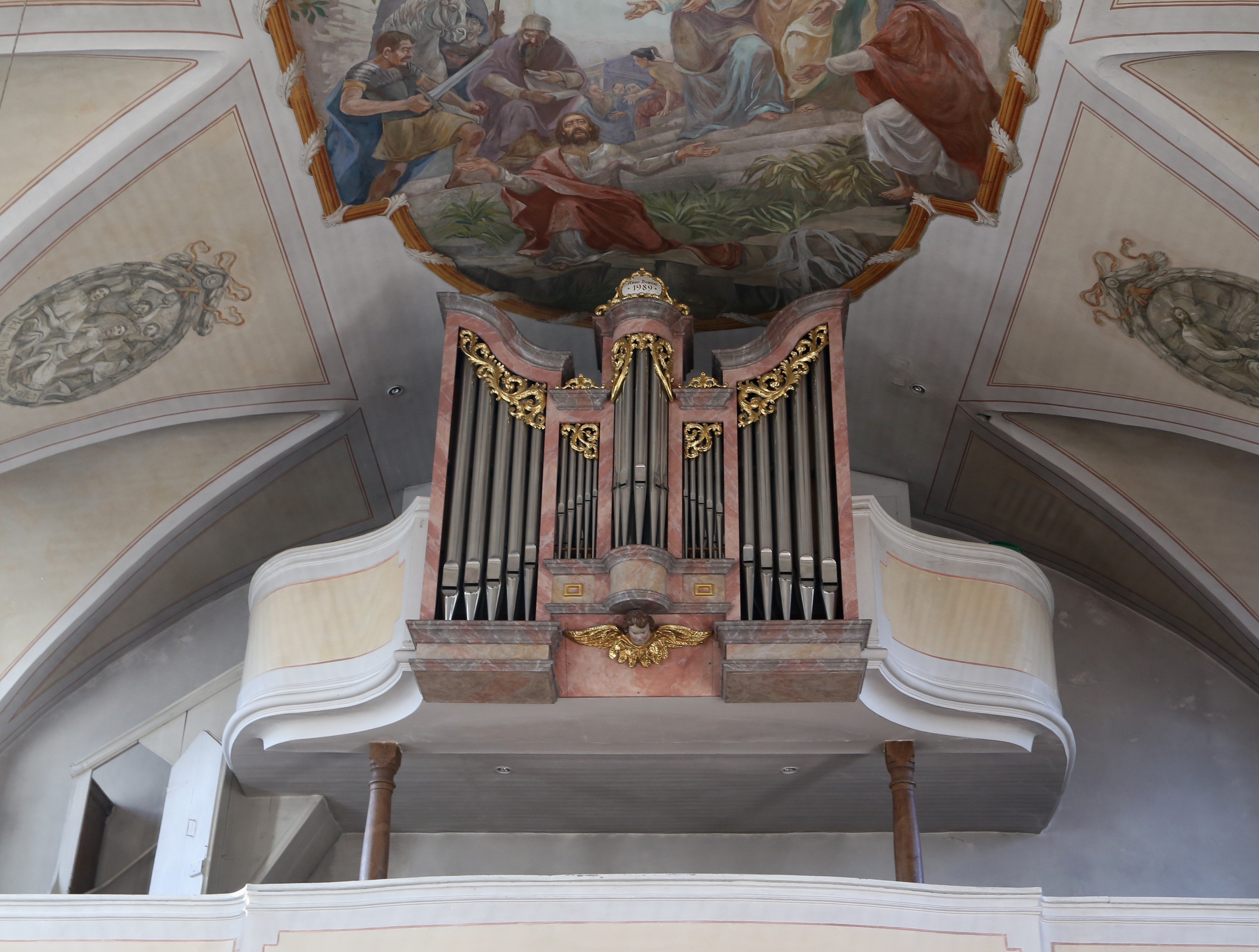
Orgel

Die 1845 erstellte Brüstungsorgel von Joseph Frosch sen. aus München mit sieben Registern wurde 1989 durch einen Neubau von Maximilian Offner ersetzt. Dabei übernahm er Pedalregister aus dem Altbestand. Das neue Instrument mit 14 Registern auf zwei Manualen und Pedal besitzt eine Schleiflade und eine vollmechanische Traktur. Das Brüstungswerk dient als Hauptwerk und die Disposition lautet:
| I Hauptwerk |       |
| Principal   | 8′    |
| Koppelflöte | 8′    |
| Oktave      | 4′    |
| Rohrflöte   | 4′    |
| Superoktave | 2′    |
| Mixtur III  | 1 ⁄3′ |

| II Nebenwerk |        |
| Gedeckt      | 8′     |
| Salizet      | 8′     |
| Gemshorn     | 4′     |
| Quinte       | 2 ⁄3′  |
| Blockflöte   | 2′     |
| Terz         | 1 3⁄5′ |
| Tremulant    |        |

| Pedal      |     |
| Subbaß     | 16′ |
| Gedecktbaß | 8′  |

- Koppeln: II/I, I/P, II/P